# JK Revolution
JK Revolution („JK Revolucija“) je deveti album Jelene Karleuše. Album je rađen od početka 2006. godine do 7. februara 2008, u produkcijskoj kući Siti rekords, i prodat je u 150.000 primeraka prve nedelje, a za samo mesec dana prodat je u 400.000 primeraka.
Kompletan album potpisuju „Atelje trag“, Marina Tucaković i Jelena Karleuša, koji su zajedno radili i na Karleušinom prethodnom albumu pod nazivom „Magija“.
Sve pesme su snimane u studiju „ATG Recording Studio“ od juna do decembra 2007. Na albumu preovladava urbani zvuk kojim Karleuša predstavlja novu eru zvuka na Balkanu u znaku popa, disca, r'n'b-a i cluba sa pokojim etno motivom.
Prateći vokali bili su: Aleksandra Radović, Ceca Slavković, Miki Element i Marija Mihajlović, a fotografije za omot albuma uradio je Miša Obradović. Kompletan stajling uradio je modni kreator Darko Kostić.

## Singl „“
Prvi singl, „Casino“, koji je najavio novi album Jelene Karleuše, plasiran je 25. juna 2007. putem Karleušinog zvaničnog sajta. U prvih četiri sata, pesmu je preuzelo 1247 korisnika sajta, a za samo nekoliko dana ova pesma je preuzeta 12.000 puta.

## Singl „Tihi ubica“
Dana 23. decembra 2007. na zvaničnoj prezentaciji Jelene Karleuše postavljen je njen drugi singl, „Tihi ubica“, za slobodno slušanje. Pesma je nakon mesec dana doživela oko milion puštanja na tom sajtu. Za pesmu je snimljen spot, u saradnji sa ekipom „Visual Infinity“, ujedno to je i najskuplji videoklip snimljen od strane bilo kog izvođača na Balkanu.
Jedna od lokacija na kojima je sniman spot je i Karlovačka gimnazija. Kroz domaće tabloide raspravljalo se o moralnosti prirode snimka koji se radio kod ove stare gimnazije.
Spot je premijerno emitovan 24. januara 2008. godine na televiziji Pink.

## Spisak pesama
Na albumu se nalaze sledeće pesme:
| Br. | Naziv                | Tekst                                   | Muzika                                            | Aranžman                         | Trajanje |
| --- | -------------------- | --------------------------------------- | ------------------------------------------------- | -------------------------------- | -------- |
| 1.  | Tihi ubica           | Marina Tucaković                        |                                                   | Marko Peruničić, Nebojša Arežina | 03:54    |
| 2.  | Testament            | Marina Tucaković                        |                                                   | Marko Peruničić, Nebojša Arežina | 03:31    |
| 3.  | Ko ti to baje        | Marina Tucaković                        |                                                   | Marko Peruničić, Nebojša Arežina | 03:52    |
| 4.  | Saki                 | Marina Tucaković, Ljiljana Jorgovanović |                                                   | Marko Peruničić, Nebojša Arežina | 03:09    |
| 5.  |                      | Marina Tucaković, Ljiljana Jorgovanović |                                                   | Marko Peruničić, Nebojša Arežina | 05:12    |
| 6.  | Jedna noć i kajanje  | Marina Tucaković                        |                                                   | Marko Peruničić, Nebojša Arežina | 03:31    |
| 7.  | Pamet u glavu        | Marina Tucaković                        |                                                   | Marko Peruničić, Nebojša Arežina | 03:14    |
| 8.  | Baš je dobro biti ja | Marina Tucaković, Marko Peruničić       | Marko Peruničić, Nebojša Arežina, Jelena Karleuša | Marko Peruničić, Nebojša Arežina | 02:50    |
| 9.  | Mala                 | Marina Tucaković                        |                                                   | Marko Peruničić, Nebojša Arežina | 03:39    |
| 10. | Mala                 | Marina Tucaković                        |                                                   | Marko Peruničić, Nebojša Arežina | 03:47    |

- Bonus - video spot pesme „Tihi ubica“

## Informacije o albumu
- Miks i produkcija: Atelje Trag
- Snimano i miksano: ATG Recording Studio od juna do decembra 2007. godine
- Prateći vokali: Svetlana Slavković, Milorad Rajković, Aleksandra Radović, Marija Mihajlović
- Bubanj: Dejan Momčilović
- Bas gitara: Vladimir Čukić
- Električna gitara: Zoran Petrović
- Akustična gitara: Zoran Petrović, Bane Kljajić
- : Studio "O"
- Foto: Miša Obradović

## Obrade
- 1. Tihi ubica (original: -{Marc Anthony - Se Esfuma Tu Amor - 2004)

}-
- 2. Testament (original: -{David Bisbal feat. Wisin & Yandel - Torre De Babel - 2006)

}-
- 3. Ko ti to baje (original: -{Aashiq Banaya Aapne [Himesh Reshammiya feat. Shreya Ghoshal] - Aashiq Banaya Aapne - 2005)

}-
- 4. Saki (original: -{Musafir [Sukhwinder Singh feat. Sunidhi Chauhan] - Saaki Saaki - 2004)

}-
- 5.  (original: -{Sarit Hadad - Hagiga - 2004)

}-
- 6. Jedna noć i kajanje (original: -{Faudel Belloua - Mon Pays - 2006)

}-
- 7. Pamet u glavu (original: -{The Prodigy - Smack My Bitch Up - 1997)

}-
- 9. Mala,10. Mala (Teatro Mix) (original: -{Guru [Mariam Toller feat. Chinmayi Sripaada & Kirti Sagathia] - Mayya - 2006)

}-

## Spoljašnje veze
- Zvanični sajt
- JK Revolution (www.discogs.com)
- Jelena Karleuša - JK Revolution (www.discogs.com)